# 伊斯科格爾山
47°14′54″N 12°00′47″E / 47.248389°N 12.013033°E

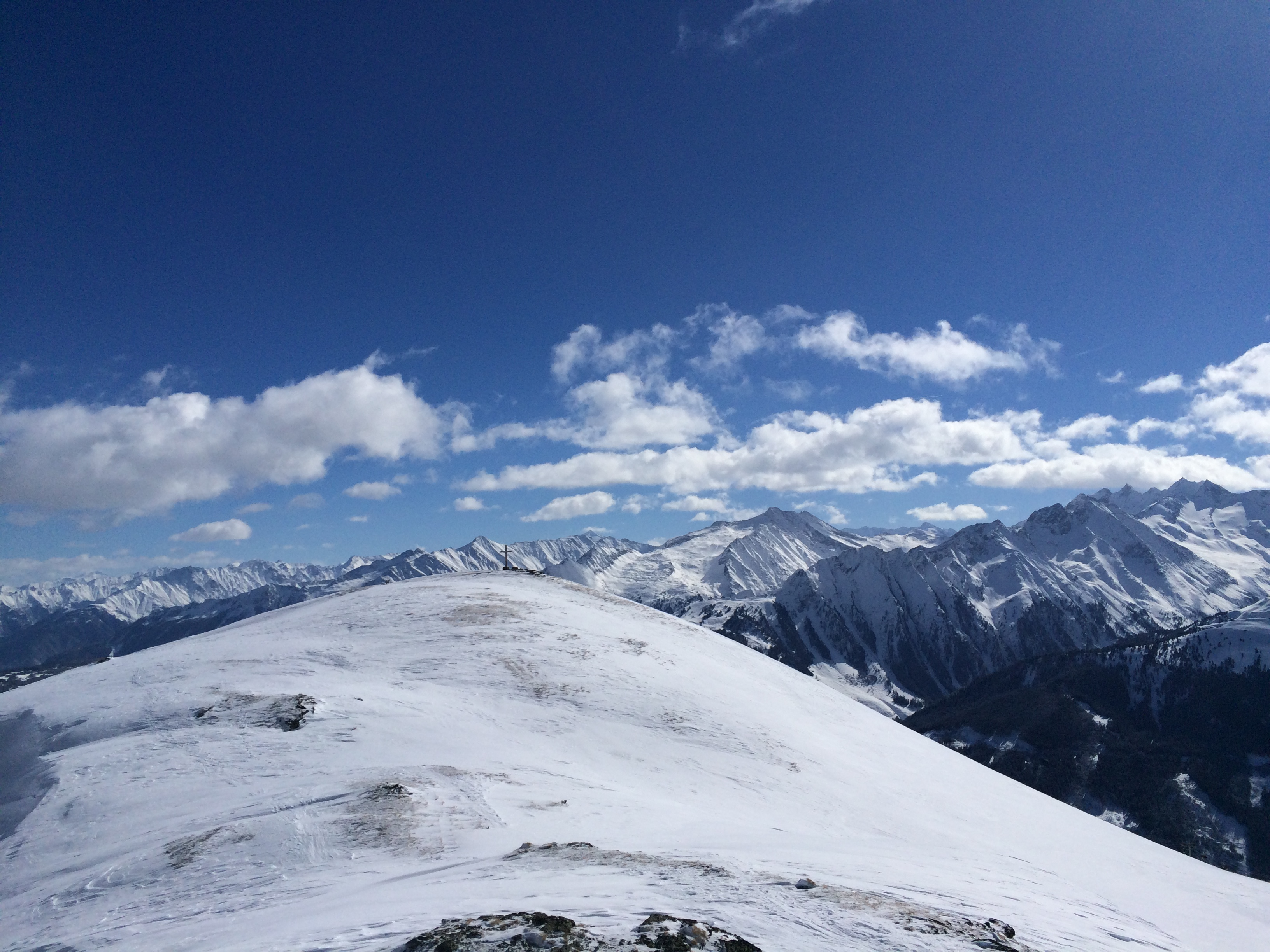

伊斯科格爾山（德語：Isskogel），是奧地利的山峰，位於該國西部，由蒂羅爾州負責管轄，屬於基茨比爾阿爾卑斯山脈的一部分，海拔高度2,264米，每年平均降雨量1,971毫米。